# Heinrich Rathke
Martin Heinrich Rathke, född 25 augusti 1793 i Danzig, död 3 september 1860 i Königsberg, var en tysk anatom och zoolog.
Efter att under flera år ha varit verksam som läkare i Danzig blev Rathke 1829 professor i anatomi vid universitetet i Dorpat och 1835 professor i zoologi och anatomi i Königsberg. Hans undersökningar på embryologins område kan vara av synnerligen stor betydelse, inte minst därför, att han ej som flertalet av sina samtida blott meddelade resultatet av sina arbeten i form av ett osammanhängande råmaterial, utan i främsta rummet avsåg att bidraga till dettas begripande. Han var nydanande särskilt i fråga om ryggradsdjurens embryologi och var den förste, som påvisade förhandenvaron av gälspringor och gälbågar hos de luftandande djurens foster och som tolkade de av honom så kallade wolffska kropparna hos ryggradsdjuren.
Av Rathkes många embryologiska skrifter, kan förutom de stora mönstergilla monografier, som behandlar utvecklingen av sköldpadda, snok och flodkräfta, nämnas Beobachtungen und Betrachtungen über die Entwickelung der Geschlechtswerkzeuge bei den Wirbelthieren (1825), Abhandlungen zur Bildungs- und Entwicklungsgeschichte des Menschen und der Thiere (1832), Anatomisch-philosophische Untersuchungen über den Kiemenapparat und das Zungenbein der Wirbelthiere (1832) och Ueber die Entwickelung des Schädels der Wirbeltiere (1839); dessutom förtjänar hans arbeten, som behandlar blodkärlssystemets byggnad och utveckling, att särskilt nämnas.
Rathke har givit namn åt Rathkes ficka, en fördjupning i munhålan under embryots utveckling.